# Marc Ramanantsoa
Pour les articles homonymes, voir Ramanantsoa.
Marc Ramanantsoa, né le 21 janvier 1981 à Paris, est une personnalité française du monde des affaires.

## Biographie

### Famille et formation
Marc Ramanantsoa naît le 21 janvier 1981 dans le 14e arrondissement de Paris du mariage de Bernard Ramanantsoa, directeur d'établissement d'enseignement supérieur, et de Marie-Martine Hommel, universitaire, professeur en neurosciences,.
Après des études secondaires au lycée Fénelon Sainte-Marie, il est diplômé de l'École des hautes études commerciales de Paris (HEC) et de l'Institut d'études politiques de Paris (IEP) où il obtient un master en sociologie des organisations. Par ailleurs, il est titulaire du certificat d'aptitude à la profession d'avocat (Capa), d'un master de droit des affaires de l'université Panthéon-Assas, d'un master de finances publiques de l'université Panthéon-Sorbonne, d'un master d'économie appliquée de l'Institut d'administration des entreprises et d'un master de sciences de gestion de l'université Paris-Dauphine,.
Marc Ramanantsoa épouse Tiphaine Bocquillon Liger-Belair, née en 1993 et diplômée d'HEC. En 2020, le couple donne une année de bénévolat à Madagascar au profit de l'association « Écoles du monde » et crée l'association « Perma Alter » qui « œuvre à la construction d’un monde plus équitable, solidaire et respectueux du bien-être des hommes et de la nature ».

### Carrière professionnelle
Marc Ramanantsoa commence sa carrière en 2005 au sein du cabinet de Renaud Dutreil, ministre des PME, du Commerce, de l'Artisanat et des Professions libérales,. En 2006, il rejoint le cabinet d'avocats d'affaires Sullivan & Cromwell LLP, puis en 2007 est banquier d'affaires chez Lehman Brothers,. Il démissionne quelques jours avant le 15 septembre 2008, date de la faillite de la banque américaine.
Il rejoint la marque de prêt-à-porter Cacharel où il est nommé directeur général délégué pour revoir la stratégie de marque. Il déclare alors : « La désaffection de la clientèle est due à un éloignement d’avec nos fondamentaux. C’est pourquoi nous voulons revenir à un Cacharel romantique, poétique, léger… Nous avons une belle image, un peu en retrait aujourd’hui, et nous avons décidé de revoir tout cela ». Il cherche alors à recentrer l'entreprise sur son cœur de métier mais quitte le groupe après la présentation de la collection Printemps/Eté 2010, sur fond de désaccords financiers avec Jean Bousquet, le PDG et fondateur de Cacharel,. Il est alors nommé président-directeur-général de Fimara, société de conseil en relations publiques et communication.
En 2012, il fonde la maison de mode et de bijoux de luxe Ambre & Louise.

## Distinction
En 2015, il rejoint la promotion des Young Leaders de la French-American Foundation-France,.